# Russisch-Türkischer Krieg (1568–1570)
Der Russisch-Türkische Krieg (1568–1570), auch Astrachanfeldzug genannt, war der erste Krieg zwischen dem Russischen Reich unter Iwan dem Schrecklichen und dem Osmanischen Reich, das die Kontrolle über die Hafenstadt Astrachan am Kaspischen Meer bekommen wollte. Der Krieg drehte sich hauptsächlich um die Kontrolle über die strategisch wichtige Region um Astrachan und die Handelsrouten entlang der Wolga. Obwohl dieser Krieg im Vergleich zu späteren Konflikten zwischen den beiden Reichen von geringerem Ausmaß war, stellte er den Beginn einer langen Reihe von Auseinandersetzungen dar, die in den kommenden Jahrhunderten die Beziehungen zwischen beiden Mächten prägen sollten.

## Hintergrund
Nach der Einnahme des Khanats Astrachan durch Russland im Jahr 1556, das zuvor unter der Oberherrschaft des Osmanischen Reiches stand, versuchte das Osmanische Reich, seine Einflusssphäre im nördlichen Kaukasus und in der Wolga-Region zu wahren. Das Ziel des Krieges war es, die Region zurückzuerobern und eine Verbindung zwischen dem Kaspischen Meer und dem Schwarzen Meer durch den Bau eines Kanals zwischen der Wolga und dem Don zu schaffen. Die Krimtataren, Vasallen des Osmanischen Reiches, unterstützten die Osmanen in diesem Vorhaben. Die Osmanen sahen ihre Vormachtstellung in Osteuropa bedroht und wollten daher an Russland ein Exempel statuieren. Von entscheidender Bedeutung war Astrachan auch für die direkte Verbindung zwischen Russland und Persien unter den Safawiden, das zu dieser Zeit ein Erzfeind der Osmanen war. Russland suchte zwar keine direkte Konfrontation mit den Osmanen, hatte aber eine langfristige Strategie der Schwächung und der Zurückdrängung der Krimtataren, die seine Südgrenzen seit dem frühen 16. Jahrhundert mit Raubzügen heimsuchten (siehe Russische Verhaulinien). Hinter den Krimtataren stand jedoch das Osmanische Reich, das eine große Nachfrage nach erbeuteten Sklaven hatte. Dadurch kollidierten die Interessen der beiden Reiche.

## Verlauf

### Beginn und Osmanische Offensive
Der Krieg begann im Jahr 1569 mit einem osmanischen Feldzug unter dem Kommando von Kasımpaşa, einem der führenden Militärbefehlshaber des Osmanischen Reiches. Die osmanische Armee, bestehend aus etwa 20.000 bis 30.000 Soldaten, darunter osmanische Truppen und Krimtataren, marschierte in Richtung Astrachan. Zeitgleich wurde eine osmanische Flotte in das Asowsche Meer entsandt, um den Bau eines Kanals zwischen der Wolga und dem Don zu sichern.
Der Bau des Kanals erwies sich jedoch als äußerst schwierig. Die schlechten klimatischen Bedingungen, insbesondere der harte Winter, sowie Versorgungsprobleme und die ständigen Angriffe russischer Truppen und Kosaken, behinderten die Fortschritte erheblich. Die osmanische Armee konnte keine entscheidenden Erfolge erzielen. Zudem kam die angestrebte Belagerung Astrachans nicht zu Stande. Die Verteidiger der Stadt, darunter etwa 30.000 russische Soldaten, konnten die Osmanen erfolgreich zurückschlagen.

### Rückzug und Ende des Krieges
Nachdem die osmanischen Truppen unter zunehmenden Angriffen der Russen litten und auch durch Krankheiten und Erschöpfung stark dezimiert wurden, befahl Kasımpaşa den Rückzug. Die osmanische Armee zog sich 1570 geschlagen zurück, ohne signifikante Gebietsgewinne erzielt zu haben. Der Versuch, die Region um Astrachan zu kontrollieren und den geplanten Kanal zu errichten, war gescheitert. Ein schwerer Sturm hat zudem die osmanische Flotte im Asowschen Meer zerstört.
Der Konflikt endete 1570 mit einem Waffenstillstand und einem Friedensvertrag, der den Status quo weitgehend wiederherstellte. Russland behielt die Kontrolle über Astrachan, während die Osmanen ihren Einfluss im nördlichen Kaukasus und entlang der Schwarzmeerküste beibehielten.

## Konsequenzen
Als 1. Russisch-Türkischer Krieg sollte dieser Krieg zwar in der Geschichtsschreibung überschattet werden, allerdings begründete er eine lange Rivalität zwischen dem osmanischen Reich und Russland. Die gegensätzlich liegenden Interessen beider Länder standen sich seit diesem Krieg bis zur Auflösung des Osmanischen Reichs im Weg, nämlich das Russische Bestreben um Dominanz und Besitz im südlichen Osteuropa und der osmanische Wille der Konservierung der eigenen Macht im dortigen Areal.